# Lý Cao Tông

Lý Cao Tông, né sous le nom Lý Long Trát en 1173 et mort en 1210, est l'empereur du Đại Việt (ancêtre du Viêt Nam) de 1175 à 1210 et le septième représentant de la dynastie Lý.

## Biographie
À la suite de la mort de son père Lý Anh Tông en 1175, Lý Cao Tông lui succède sur le trône du Đại Việt alors qu'il n'a que trois ans.
La régence est alors assurée par Tô Hiến Thành, un officiel choisi par Lý Anh Tông avant sa mort.

### Son Règne
Au cours de son règle, il acquiert la réputation d'un empereur cruel, plus intéressé par la chasse est la construction de palais que par son pays et son peuple.
Plusieurs rébellions naissent, qu'il écrase avec son armée.

### Fin de Règne
À sa mort en 1210, à l'âge de 37 ans, son fils Lý Huệ Tông lui succède à la tête du pays en tant que huitième et dernier Empereur de la dynastie Lý .